# Julius Dettmar
Julius Dettmar (* 6. Juni 1899 in Düsseldorf; † 26. Januar 1975) war ein deutscher Kunstpädagoge und Hochschullehrer.
Der Sohn des Oberpostsekretärs Julius Dettmar und Louise, geb. Meyer, evangelischer Konfession, besuchte die Volksschule (1904–1908) und die Oberrealschule (1908–1917). Von 1920 bis 1922 erhielt er eine Lehrerausbildung als Zeichenlehrer am Lehrerseminar in Düsseldorf, 1922 bis 1925 und 1931 bis 1938 unterrichtete er als Kunstlehrer. Dazwischen studierte und promovierte er in Köln mit einer Dissertation (1930/31).
Seit 1936 fungierte er als Gausachbearbeiter für Kunsterziehung im Gau Düsseldorf des NS-Lehrerbundes. 1938 wurde er als Dozent an die Hochschule für Lehrerbildung, später Lehrerbildungsanstalt Koblenz berufen. Nach dem Krieg wurde er 1948 als Dozent und Professor für Kunsterziehung an das Pädagogische Institut Weilburg berufen, dem er ab 1954 als Direktor vorstand. 1963 wurde er an die Hochschule für Erziehung der Justus-Liebig-Universität Gießen überstellt, 1967 emeritiert.

## Schriften
- Zeichnung und Malerei des Aurignacien, Düsseldorf 1932 [=Dissertation in Köln 1930]
- Laßt Kinder malen, Klett, Stuttgart 1951 u.ö.
- Das Zeichnen an der Volksschule: seine Aufgabenstellung und Aufgabengestaltung, List 1957